# Wolfenstein: The Old Blood
Wolfenstein: The Old Blood es un acción-aventura shooter en primera persona videojuego desarrollado por MachineGames y publicado por Bethesda Softworks. Salió a la venta el 5 de mayo de 2015 para PlayStation 4, Windows y Xbox One. El juego es un título independiente de la serie Wolfenstein' y una precuela expansión de Wolfenstein: The New Order de 2014, ambientado en una historia alternativa de 1946. La historia sigue al soldado B.J. Blazkowicz y sus esfuerzos por descubrir las localizaciones de un complejo nazi. El desarrollo comenzó en 2014, poco después del lanzamiento de The New Order.

## Jugabilidad
Wolfenstein: The Old Blood cambia poco respecto a la jugabilidad básica de The New Order. Así, se trata de un juego de acción-aventura shooter en primera persona. Para avanzar en la historia, los jugadores deben enfrentarse a enemigos mientras navegan a través de los niveles. El juego utiliza un sistema de salud en el que la vida de los jugadores se divide en secciones de "salud" y "armadura", que se regeneran. Si se pierde una sección completa, los jugadores deben encontrar y usar un botiquín de primeros auxilios o una pieza de armadura para reponer la salud perdida.
Los jugadores utilizan ataques cuerpo a cuerpo, armas de fuego y explosivos para luchar contra los enemigos, y pueden correr, saltar e incluso nadar ocasionalmente para moverse por las distintas ubicaciones. Los ataques cuerpo a cuerpo permiten eliminar enemigos en silencio sin ser detectados. Alternativamente, los jugadores pueden emboscar a los enemigos, lo que derivará en un intenso tiroteo entre ambas partes. Los tipos de enemigos son variados: soldados humanos nazis, que varían en fuerza; personajes robóticos conocidos como Supersoldaten (Super Soldados); perros mecánicos gigantes llamados Panzerhunds; soldados nazis zombificados y civiles conocidos como Shamblers, además de perros feroces.
En combate, se puede utilizar un sistema de coberturas para protegerse de los enemigos. Los jugadores tienen la capacidad de asomarse alrededor, por encima o por debajo de las coberturas, lo que se puede usar como una ventaja táctica durante los tiroteos y en los niveles de juego de sigilo. Los jugadores tienen acceso a un inventario de armas, que les permite llevar tantas armas como encuentren. Con algunas de estas armas, los jugadores tienen la capacidad de doble empuñadura, lo que les permite infligir el doble de daño a los enemigos. The Old Blood añade varias armas que no estaban presentes en The New Order, como una tubería de acero. La tubería de acero es una de las mayores incorporaciones al juego; consiste en dos pequeñas tuberías de acero que se pueden conectar para formar una tubería más grande. Ambas variantes se pueden usar en ataques cuerpo a cuerpo (cada una con sus propias animaciones) y en circunstancias específicas. Las dos tuberías pequeñas, llamadas "Pipes" en el inventario de armas, se pueden usar para escalar paredes de roca, mientras que la tubería grande, llamada "Pipe" en el inventario, se utiliza para romper superficies débiles del entorno. El juego ofrece a los jugadores una amplia variedad de opciones de armas: pueden encontrarse en el suelo, recuperarse de enemigos muertos o retirarse de su posición fija para llevarlas. La munición debe ser recuperada manualmente del suelo o de los enemigos muertos.
Al igual que en The New Order, los jugadores pueden completar "Ventajas". Cada ventaja tiene una tarea que el jugador debe completar. Las ventajas animan a los jugadores a cambiar su estilo de juego sobre la marcha; recoger "cascos", realizar asesinatos silenciosos, matar un número determinado de enemigos específicos, conseguir un número de muertes con un arma concreta y realizar bajas con explosivos son algunos de los objetivos. Una vez completada la tarea de una ventaja, el jugador desbloquea una bonificación, como más salud o armadura general, más munición para un arma específica o la capacidad de ganar salud después de una eliminación silenciosa. También hay diversos coleccionables repartidos por los niveles: arte conceptual, modelos y biografías de personajes, notas que cuentan pequeñas historias paralelas del juego y lingotes de oro son algunos de estos coleccionables.
Otros modos del juego que difieren de los capítulos principales son las Arenas de Desafío y los Niveles de pesadilla. Las Arenas de Desafío se desbloquean en la historia y se accede a ellas desde el menú principal. Al tratarse de un básico, los jugadores luchan contra oleadas de enemigos para obtener una medalla de bronce, plata u oro, Plata u Oro. A los niveles de pesadilla se accede encontrando e interactuando con una cama que se esconde en cada capítulo. Estos niveles toman la forma de los niveles de Wolfenstein 3D; el jugador se mueve por pasillos pixelados, casi siempre equipado con una pistola pistola, luchando contra soldados nazis. El objetivo es encontrar una llave que desbloquea un ascensor.

## Argumento
Wolfenstein: The Old Blood tiene lugar en una historia alternativa de 1946, justo antes del prólogo de Wolfenstein: The New Order, con los agentes de la O.S.A. William «B.J.» Blazkowicz (Brian Bloom) y Richard Wesley (que adopta el nombre en clave de Agente Uno) en una misión para infiltrarse en el Castillo Wolfenstein y obtener una carpeta de alto secreto que contiene la ubicación del SS-Oberst-Gruppenführer Wilhelm «Calavera» Strasse del comandante del castillo, la arqueóloga nazi y Obersturmbannführer Helga von Schabbs.
A lo largo de los ocho capítulos iremos avanzando en nuestra misión no solo con Blazkowicz, sino también intercalando el protagonismo con otro personaje que tendrá que moverse por la ciudad mientras busca una persona vital para la guerra contra el ejército alemán. Las relaciones entre personajes, algunos diálogos y un par de momentos concretos de la trama tienen mucha importancia.

## Desarrollo
La existencia de Wolfenstein: The Old Blood fue anunciada por primera vez por Bethesda Softworks el 4 de marzo de 2015, a través del lanzamiento de un tráiler de anuncio. Se mostró material del juego en el PAX East los días 6 y 7 de marzo de 2015. Aunque inicialmente se anunció que solo estaría disponible en formato digital, más tarde se confirmó que el juego también recibiría un lanzamiento físico en Europa, Australia y Nueva Zelanda.
El equipo de desarrollo inicialmente planeaba crear una serie de paquetes de contenido descargable (DLC), pero luego decidió cambiar esto por un paquete de expansión independiente. Cuando se tomó esta decisión, ya estaba en marcha el desarrollo de dos DLC, por lo que el equipo decidió fusionarlos en un único juego independiente. Durante este proceso, algunos miembros del equipo experimentaron creando arte del juego al estilo de los carteles de películas de los años 60, lo que inspiró la idea de darle al juego un estilo de "película de serie B". Además, el juego tomó inspiración de películas como Los doce del patíbulo (1967) y Dónde las águilas se atreven (1968). La decisión del equipo de hacer que el juego fuera una precuela permitió a los jugadores experimentar el juego sin haber jugado títulos anteriores de la serie. También permitió al equipo explorar conceptos mencionados en The New Order. Para el juego, el equipo se centró en la jugabilidad. "Es algo que puedes jugar de inmediato y divertirte", dijo el productor ejecutivo Jerk Gustafsson. El equipo también trató de crear diferentes rutas posibles dentro de los espacios de combate, ofreciendo un equilibrio entre las secuencias de sigilo y acción.
En un punto del juego, Blazkowicz se encuentra con un grupo de nazis ebrios cantando en una taberna. Aunque la captura de movimiento fue realizada por actores, el director de audio solicitó que las voces fueran interpretadas por miembros del equipo de desarrollo; para lograr una actuación precisa, algunos miembros del equipo aprendieron algo de alemán y se embriagaron antes de la grabación.
El equipo inicialmente planeaba reutilizar elementos de The New Order en The Old Blood, pero finalmente modificaron la mayoría de los elementos de alguna manera. Debido a que el equipo se centró en las consolas de la octava generación y en PC, lograron algunos avances en renderizado (gráficos por computadora), así como la creación de entornos más grandes y detallados en el juego. El juego también incluyó intencionadamente varias referencias a Return to Castle Wolfenstein.
Wolfenstein: The Old Blood utiliza una banda sonora original, compuesta por el músico Mick Gordon, quien también compuso la banda sonora de The New Order. Para crear una música con un estilo que reflejara el juego, Gordon actuó con un cuarteto de cuerda, y pasó tiempo manipulando un mandolina y un violonchelo rotos. También colocó algunos objetos dentro de un piano para crear un sonido único.
Para la versión alemana de The Old Blood, todos los símbolos y referencias nazis fueron eliminados; en Alemania, es un delito penal mostrar simbología nazi en juguetes. La junta alemana de clasificación de software, Unterhaltungssoftware Selbstkontrolle, introdujo más tarde la "cláusula de adecuación social", que permitió el uso de dicha simbología en escenarios relevantes, revisados caso por caso. Bethesda puso a la venta la versión internacional sin censura (que no incluye el idioma alemán) en Alemania el 22 de noviembre de 2019, mientras continuaba vendiendo la versión censurada y localizada por separado.

## Recepción
Wolfenstein: The Old Blood recibió "críticas generalmente favorables" en todas las plataformas, según el sitio web de Metacritic, que agrega reseñas.
Chris Carter de Destructoid elogió el juego por su brevedad, afirmando que ambos episodios "no pierden tanto tiempo como algunas misiones en [The New Order]. Tanto el Castillo Wolfenstein como Wulfburg son lo suficientemente expansivos como para justificar un juego completo". También mencionó que "el equipo de desarrollo hace un buen trabajo al gestionar el ritmo entre el sigilo y la acción". Carter dijo que Helga Von Schabbs es un personaje que lo mantuvo "enganchado" durante todo el juego, que "prefirió ligeramente" The Old Blood sobre The New Order, y que jugar el juego es "una decisión obvia".
Justin McElroy de Polygon elogió la jugabilidad de acción del juego, destacando la elección de armas, el tiroteo y la mezcla de sigilo y acción, aunque criticó al juego por no tener los componentes que hicieron de The New Order un gran juego. McElroy afirmó que The Old Blood sugiere un estilo de película de serie B, y que "apenas hay momentos en los que la acción se detiene lo suficiente como para desarrollar el tipo de personajes y motivaciones que cargaron las grandes secuencias de combate en [The] New Order".
Marty Sliva de IGN destacó los puzles de sigilo del juego, diciendo: "Estas escenas bajan el volumen, pero mantienen la tensión alta, ya que muchos enemigos pueden destrozarte extremadamente rápido si te atrapan". Sliva también "apreció" los guiños a otros juegos de Bethesda, le gustaron los tiroteos, que calificó de "satisfactorios", y elogió el entorno, que consideró "interesante". Sin embargo, Sliva no estuvo de acuerdo con la inclusión de zombis, la "débil" historia y el tener que recoger manualmente los objetos. Concluyó su reseña afirmando que "Wolfenstein: The Old Blood duplica la sangre y las vísceras, pero al hacerlo sacrifica parte de su corazón".
Chris Thursten de PC Gamer UK comentó que "lo que era novedoso hace un año no necesariamente lo es ahora". Fue mayormente positivo en cuanto a la jugabilidad de acción, llamándola "excelente". Dijo que las arenas de desafío también son una buena adición que le gustaría ver en futuros juegos de Wolfenstein. La mayoría de los comentarios negativos estaban relacionados con el hecho de que, en opinión de Thursten, The New Order es superior a The Old Blood. Thursten dijo: "Nada en The Old Blood supera lo que se logró en The New Order, y hay momentos en los que los dos son extrañamente similares".
Andi Hamilton de GamesRadar+ elogió la jugabilidad de disparos del juego, calificándola de "satisfactoria", el "fuerte" ritmo, los visuales, en particular las secuencias, que llamó "hermosas", y el hecho de que sea un juego independiente, afirmando que "funciona". Sin embargo, Hamilton criticó la historia del juego, calificándola de "débil" en comparación con The New Order, y dijo que ciertas secciones de sigilo eran "toscas". Hamilton resumió su reseña diciendo: "Wolfenstein: The Old Blood es otro excelente esfuerzo de MachineGames, que rápidamente se está convirtiendo en un jugador clave en el género FPS. Este complemento claramente tiene un alcance menor que The New Order, manteniendo las cosas mucho más 'terrenales', pero la experiencia central de disparos que hace que el renacimiento de Wolfenstein sea tan placentero de jugar sigue perfectamente intacta. Si te gusta disparar zombis y nazis con armas extravagantes (y seamos honestos, ¿a quién no?), vale la pena echarle un vistazo".
Matt Bertz de Game Informer comentó: "Si The Old Blood hubiera sido inyectado con más sangre nueva, tal vez habría igualado o superado la calidad de The New Order. Pero al confiar demasiado en la nostalgia para impulsar la experiencia, es un fan service bien elaborado en lugar de un intento por llevar la serie en nuevas direcciones. Para una expansión independiente, eso no es un delito imperdonable, pero estamos emocionados por ver lo que Machine Games puede hacer con la serie ahora que este ejercicio genealógico ha sido purgado de su sistema".
En Japón, donde la versión de Xbox One fue lanzada el 28 de mayo de 2015,[cita requerida] seguida por la versión de PlayStation 4 el 4 de junio de 2015,[cita requerida] Famitsu le otorgó una puntuación de dos ochos, un nueve y otro ocho, para un total de 33 sobre 40.
Tom Hoggins de The Daily Telegraph otorgó a la versión de PS4 cuatro estrellas de cinco y comentó: "Para aquellos que hayan jugado a The New Order y tengan ganas de más de su robusta acción, este juego ofrece unas 7 horas por un precio razonable. Argumentaría que The Old Blood también es una introducción satisfactoria para el plato más sustancial de The New Order si aún no lo has probado. ¿Un contenido descargable bien valorado que funciona igual de bien antes o después del juego principal? Inteligente". David Jenkins de Metro otorgó la misma versión de consola un ocho sobre diez y lo llamó "una gran secuela de The New Order, que reutiliza inteligentemente todas sus mejores características y, aun así, encuentra tiempo para agregar muchos elementos nuevos por su cuenta". Justin Clark de Slant Magazine le otorgó tres estrellas y media de cinco y lo llamó "un maravilloso limpiador de paladar, algo para deshacer los errores pasados antes de sumergirse en una entrega mucho más profunda y gratificante. El dilema es que las personas que ya saben de lo que es capaz MachineGames con esta serie han visto el futuro, y The Old Blood no proporciona una razón suficientemente convincente para regresar al pasado". Christopher Byrd de The Washington Post otorgó la misma versión de consola una reseña promedio y afirmó: "La vibra de película de serie B del juego evoca el trabajo de esos cineastas hábiles que abrazan lo tonto o incluso lo conscientemente estúpido". Steve Tilley de Toronto Sun ofreció una reseña similar para la misma versión de consola y declaró: "The Old Blood está bien. Es una gran oferta por el precio: como descarga digital de 25 dólares a través de PlayStation Store, Xbox Games Store y Steam, es una rareza en una época en la que 25 dólares podrían darte un par de packs de mapas de contenido descargable, pero he descubierto que existe algo llamado demasiado old-school". Drew Toal de The A.V. Club ofreció una reseña mixta para la misma versión de consola y afirmó que "simplemente se siente un poco gratuito". Ebenezer Samuel de New York Daily News otorgó la versión de Xbox One tres estrellas de cinco y comentó que es "una experiencia menos sustancial en general".